# 欧州連合の政治
欧州連合の政治では、その独特の性質のためにほかの国際機関や国家とは異なる様態をもつ欧州連合の政策の決定や執行について概説する。欧州連合は国家連合に近いもので、多くの政策分野が法令を作ることができる機関の管轄のもとに置かれている。ただ欧州連合はたいていの国家とは異なり、外交政策、防衛政策、直接課税については全面的には押さえていない。一定の範囲までは協力の枠組みがあるものの、このような分野については加盟国が司っている。欧州連合の法は加盟国の国内法に優越し、その政策分野は過去の国家連合に比べると多岐にわたるものである。ところが欧州連合は補完性原理を基本としており、負託された権限を超えたり、加盟国や地方において行なうほうが適切であったりするような法令を立てることは制限されている。
欧州連合の機関には政府間主義と超国家主義の要素が混在している。基本条約では、欧州連合は間接民主制に基づくものとうたわれ、欧州議会の選出では直接選挙が実施されている。欧州議会は理事会とともに、欧州連合における立法機関を形成している。法令は欧州議会と理事会が任命し、両者に対して説明責任を負っている欧州委員会が提案している。
5年ごとに直接選挙が実施されているものの、国内においては欧州連合の政治における統一的な政党というものがない。そのかわりに欧州議会において行動をともにするイデオロギー的に近い政党による連合が存在する。なかでもとくに大きな政党が中道右派の欧州人民党と中道左派の欧州社会党で、前者は1999年から欧州議会において最大会派を形成している。ヨーロッパの政治において左派と右派を分ける線があるほかにも、基本条約の改定を繰り返してきたことで絶えずその性格を変えてきた欧州連合を形作る欧州統合に対して賛成する汎ヨーロッパ主義と反対する欧州懐疑主義といった分け方もある。後者は北欧、とくにイギリスなどで色濃く、加盟国の中には例外規定によってほかの加盟国と比べてもあまり統合が進んでいない国もある。

## 法的根拠
欧州連合の構成上の根拠やその組織は基本条約に基づくものである。とくにその中核となっている2つの条約は幾度の修正が加えられ、欧州連合の権能を強化したり、その機関のあいだにおける関係を再設定したりしてきた。基本条約において欧州連合は間接民主制を基礎とすることがうたわれており、また人間としての尊厳の尊重、自由、民主主義、平等、法の支配、マイノリティに属する人びとの権利を含む人権の尊重という価値観を基礎とするものとしている。
法人としての欧州連合とその運営を担う機関は基本条約によって授権されている。ところが欧州連合としての支配権はこういった機関に授けられておらず、究極的な支配権は加盟国政府に与えられている。ただ欧州連合が権能を付与されている分野においては、欧州連合が加盟国に対して拘束力を持つ直接的な法令を制定することができる。

### 権能
欧州連合の加盟国はほとんどの連邦制国家のように、欧州連合に明らかに委譲していないすべての権限を保持している。ところが一部の分野では欧州連合が排他的な権能を持たず、その分野では支援的な役割を果たすにとどまっている。分野によって権限の様態が異なるのである。たとえば外交や防衛に関する案件では、欧州議会の役割は小さいものとなっており、理事会において多数決ではなく全会一致で決定することになっている。
| 排他的権限 | | 共有的権限 |  | 支援的権限 |
| 欧州連合は法令で前もって定められている場合において、指令を作り、国際協定を締結する排他的権限を有する。                                           | 加盟国は欧州連合が権限を行使した分野においては、自らの権限を行使することができない。 | 欧州連合は加盟国の行動を支援、調整、補完するような行動を実行することができる。                                     |  |            |
| - 関税同盟 - 域内市場の機能に必要な競争ルールの制定 - ユーロ導入国を対象とする金融政策 - 共通漁業政策における海洋生物資源の管理 - 共通の通商政策 | - 域内市場 - 基本条約で定められているような社会政策 - 経済・社会・領域における結合 - 農業、海洋生物資源の管理を除く漁業 - 環境 - 消費者保護 - 運輸 - 欧州横断ネットワーク - エネルギー - 自由・安全・司法の領域 - 基本条約で定められているような公衆衛生における共通の安全対策 | - 人間の健康の保護と改善 - 工業 - 文化 - 観光 - 教育、青少年、スポーツ、職業訓練 - 市民保護（防災） - 行政上の協力 |  |            |

### 法令
欧州連合が制定した法令は加盟国の法令に優先する。欧州連合が成立させることのできる拘束力を持つ法令の形態には、加盟国において直接的に法律としての効果を持つ規則、目的の枠組みを定め、加盟国の法令がその目的に合致するようにさせる指令、特定の案件にのみ適用される決定の3つがある。

## 加盟国
2007年以降、欧州連合には27の加盟国があり、これらは欧州連合の諸機関に権限を委譲している。権限を委譲しているかわりに、加盟国は理事会の採決における票数、欧州議会における議席数、欧州委員会委員などが割り当てられている。加盟国の政体はそれぞれで異なっており、大統領制、君主制や連邦制、ミニ国家などがあるが、すべての加盟国はコペンハーゲン基準で言及される民主主義、人権の尊重、自由市場経済を有することを遵守しなければならない。加盟国は長い期間を経て増えていて、1958年の原加盟6か国に始まり、これからも増え続けることが見込まれている。
加盟国の中には特定の領域で欧州連合における統合の枠組みの外にある国があり、たとえばユーロ圏は全27か国中16か国のみで構成されていたり、またシェンゲン協定には欧州連合の加盟国では21か国が参加している。しかしながらこれらに参加していない加盟国もブロックに加わる手続が進められている。また欧州連合に加盟していない多くの国でも、ユーロ、シェンゲン協定、単一市場、防衛といった欧州連合の活動にかかわっている。

## 機関
欧州連合の主要機関には、欧州議会、欧州理事会、欧州連合理事会（基本条約ではたんに「理事会」となっている）、欧州委員会がある。
通常立法手続はほぼすべての欧州連合の政策分野で適用される。この手続では、欧州委員会が欧州議会と理事会に法案を提出する。欧州議会と欧州委員会は理事会に対して修正案を送ることができ、理事会はその修正案を採択するか、「共通の立場」を送り返すことができる。理事会による「共通の立場」案に対して欧州議会は承認するか、修正を審議する。理事会が欧州議会の修正法案を承認しなかった場合は「調停委員会」が設置される。調停委員会は理事会と欧州議会のそれぞれから出される同数の代表者で構成され、立場の一致を模索する。両者の立場が一致すれば、法案はふたたび欧州議会において絶対過半数でもって承認されなければならない。また通常立法手続以外にも、欧州議会の権限が制限されるような分野では特別な手続が適用される。

### 欧州議会
欧州議会は理事会と立法や予算に関する権限を共有している。736人の議員は5年ごとに普通選挙で選出され、議場では政治志向によって配置される。欧州連合における二院制の一翼を担っているものの、欧州議会は一部の分野において理事会よりも権限が押さえられており、また立法における発案権を持たない。しかしながら欧州議会は理事会が持たない、欧州委員会に対する権限を持っている。

### 欧州理事会
欧州理事会は欧州連合加盟国の元首または政府の長による会議体である。毎年4度の会議で欧州連合の政策指針を定め、また統合への推進力を与えている。議長は欧州理事会の議事進行や任務遂行にあたる。欧州理事会は欧州連合における最高位の政治機関とされている。

### 理事会
欧州連合理事会（閣僚理事会やたんに理事会ともいう）は立法権と、限定的ではあるが執行権を持ち、欧州連合の主要な政策決定機関となっている。その議長国は6か月ごとに持ちまわっている。理事会は加盟国の閣僚で構成される。ただし理事会は議題によってその構成が変わる。たとえば農業にかかわる案件について協議する場合には、理事会は各国の農業担当閣僚で構成されることになる。出席者は自国政府を代表し、自国の政治制度において説明責任を負う。採決では多数決または全会一致が採られ、多数決での各国の持ち票数はそれぞれの人口によって配分されている。

### 欧州委員会
欧州委員会は加盟国から1人ずつ任命された委員で構成されているが、委員は出身国の利益から独立した立場であるものとされている。欧州委員会はすべての欧州連合の法令の草案を起草し、立法における発案権を独占している。また欧州委員会は欧州連合の日常業務を担い、欧州連合の法令や「基本条約の守護者」としての使命を負っている。
欧州委員会は欧州理事会議長が指名し、欧州議会が承認した委員長を首班とする。ほかの委員は加盟国が委員長との協議のうえで指名し、委員長によってそれぞれの担当職域が割り当てられる。その後理事会は指名された委員の名簿を採択する。理事会による欧州委員会の採択では全会一致による決定を求める分野とはなっておらず、条件付き多数決によって承認される。欧州議会は委員候補に対して聴聞を行い、任命の採決を行う。各委員候補に対する聴聞は個別に行なわれるが、欧州議会としての承認の採決は欧州委員会の総体に対して行なわれ、個別の委員に対する任命の是非を決めることはできない。欧州議会から承認が得られれば、委員はただちにその任に就くことができる。

## 選挙
欧州議会については5年ごとに直接選挙が実施されている。理事会と欧州理事会は加盟国で選任された人物で構成され、そのため国内における規定によって責任を負っている。欧州委員会は市民によって直接的に選任されていない。ただし欧州委員会委員長の指名にあたって、欧州理事会は直前の欧州議会議員選挙の結果を考慮しなければならないことになっている。
欧州議会の選挙は欧州連合の市民による普通選挙でもって実施される。このときの選挙方法は比例代表制でなければならないが、選挙権年齢や有罪判決を受けたものの選挙権制限といった規定は各国の選挙制度に委ねられている。欧州議会議員選挙は1979年に初めて行なわれているが、2009年の選挙までにその投票率が下がり続けている。2009年の選挙の投票率は 43% にとどまっている。

### 政党
それぞれの加盟国における政党は、政治志向が近いほかの加盟国の政党と連携して欧州規模の政党を結成している。ほとんどの国内の政党は欧州規模の政党に参加しているが、11の欧州規模の政党が欧州連合に登録されており、欧州連合から資金を受け取っている。欧州規模の政党は国内の政党と似たような活動を行なっているが、欧州議会議員選挙ではとくに大きい政党である欧州人民党、欧州社会党、欧州自由民主改革党だけが統一的なマニフェストを掲げて運動を行なっている。
欧州規模の政党は理事会、欧州委員会、欧州議会といったすべての主要な機関において水平的にかかわっているが、もっとも活動が活発であるのは欧州議会においてであり、欧州議会では政治会派を形成している。欧州議会の任期の冒頭で各政党はほかの欧州規模の政党や国内政党、無所属議員と政治会派を結成する。これまでにいずれの政党も欧州議会において過半数の議席を得ておらず、また政権を樹立するというようなこともないため過半数を得たところで大きな影響はないのだが、欧州議会議長の選任に当たっては2大政党の間で連携がなされてきている
| 会派                                  | 会派                                      | 代表者                                    | イデオロギー                 | 議員数 |  |
|                                       | 欧州人民党グループ (EPP)                  | マンフレート・ウェーバー                  | 自由保守主義(親EU)           | 187    |  |
|                                       | 社会民主進歩同盟 (S&D)                    | イラトクセ・ガルシア                      | 社会民主主義                 | 147    |  |
|                                       | 欧州刷新 (Renew、旧ALDE)                  | ダチアン・チョロシュ                      | 自由主義                     | 98     |  |
|                                       | 欧州緑グループ・欧州自由連盟 (Greens-EFA) | フィリップ・ランバーツ スカ・ケラー       | 緑の政治・地域主義           | 67     |  |
|                                       | アイデンティティと民主主義 (ID)           | マルコ・ザンニ                            | 極右・国家主義               | 76     |  |
|                                       | 欧州保守改革グループ (ECR)                | ラファエロ・フィット リシャルト・レグツコ | 保守主義(欧州懐疑派)         | 61     |  |
|                                       | 欧州統一左派・北方緑の左派同盟 (GUE/NGL)  | ガブリエレ・ツィンマー                    | 社会主義・ユーロコミュニズム | 40     |  |
|                                       | 無所属 (NI)                               | N/A                                       |                              | 29     |  |
| 出典：2020年6月時点の欧州議会議員一覧 | 出典：2020年6月時点の欧州議会議員一覧     | 合計                                      |                              | 705    |  |

## 外交

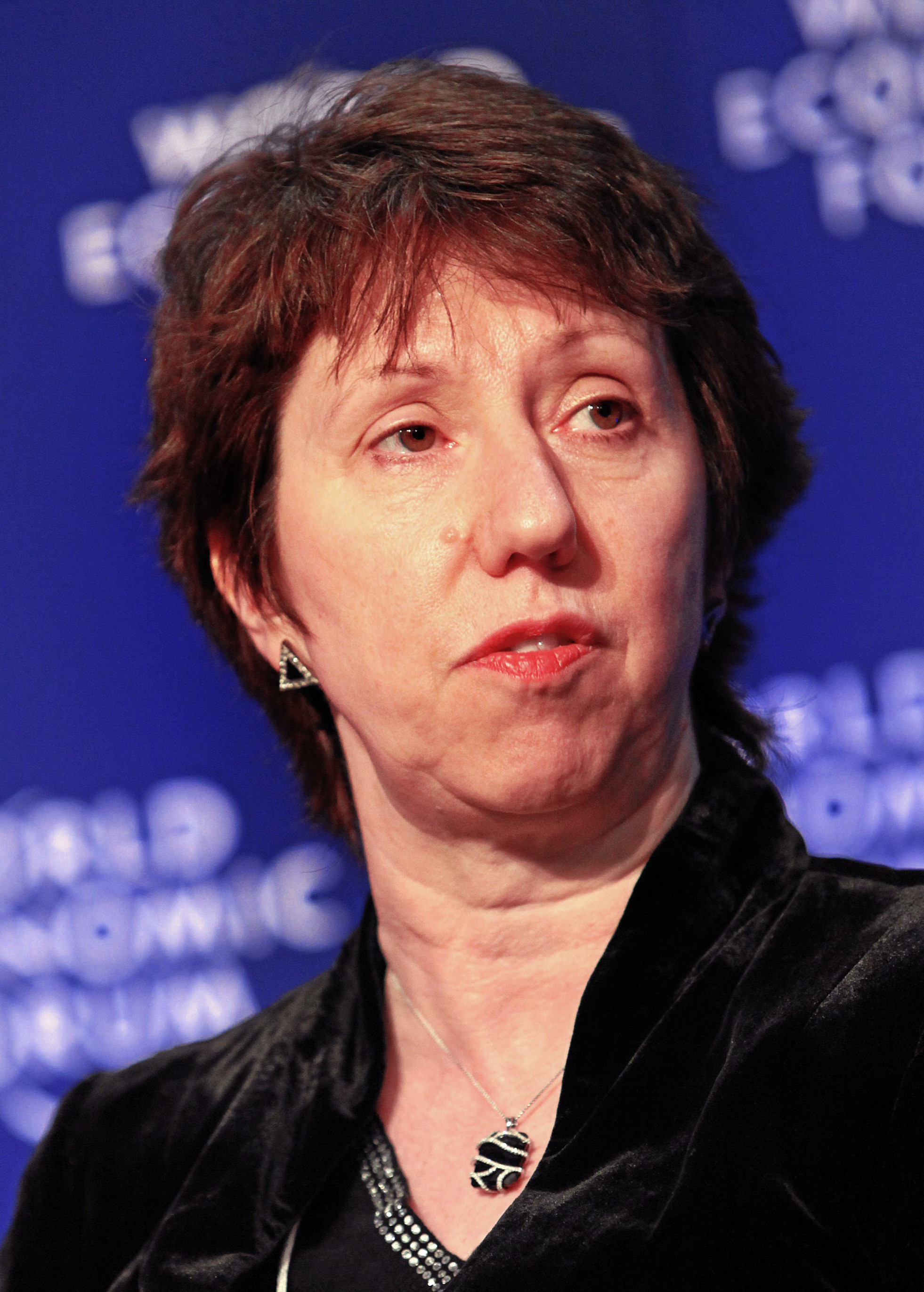
外務・安全保障政策上級代表キャサリン・アシュトン

欧州連合の外交は共通外交・安全保障政策を基調としており、また欧州委員会による経済・通商協議を通じて実行される。欧州連合の外交の最高責任者は外務・安全保障政策上級代表である。

## 問題点
2007年から2013年の欧州連合の財政見通しが2005年に定められ、加盟国は欧州連合の予算の規模を域内総生産の 1.045% に固定することで合意した。イギリスの首相トニー・ブレアは、1984年にマーガレット・サッチャーがとり決めた対英払戻措置の見直しに同意した。フランス大統領ジャック・シラクは予算規模の増大によって、欧州連合の予算から農業や研究・技術開発といった共通の政策に資金を出すことができるものだとした。このときフランスが求めていた、外食産業における付加価値税の減税要求は却下されている。財政に関する協議では、対英払戻措置、フランスが受けている共通農業政策からの利益、ドイツやオランダの欧州連合の予算への負担、欧州地域開発基金改革や、欧州議会がブリュッセルとストラスブールの2か所に拠点を置き続けていることへの是非が争点となった。
欧州のための憲法を制定する条約は欧州連合の憲法を制定することが企図された条約であった。ところがこの条約はフランスとオランダで実施された国民投票で否決され、この結果はほかの国でも実施される予定だった国民投票や批准手続の延期や中止につながった。欧州のための憲法を制定する条約に替わって「改革条約」と位置づけられるリスボン条約が署名され、すべての加盟国による批准が完了したことを受けて2009年12月1日に発効した。
欧州連合への新規加盟は主要な政治課題となっており、欧州連合をどこまで拡大させるかということが議論となっている。拡大は欧州連合の発展を助ける大きな政策手段とする考え方があるいっぽうで、欧州連合の過剰拡大と希薄化を懸念する考え方もある。